# 島田征夫
島田 征夫（しまだ ゆきお、1941年 - ）は、日本の法学者。専門は国際法。学位は、法学博士（早稲田大学・1985年）。早稲田大学名誉教授。

## 略歴
- 1967年　早稲田大学法学部卒業
- 1969年　早稲田大学大学院法学研究科修士課程修了
- 1972年　早稲田大学大学院法学研究科博士課程単位取得退学
- 早稲田大学法学部助手、専任講師、助教授を経て、1981年より教授。
- 1981～1983年　英国オックスフォード大学に留学
- 1985年　法学博士学位取得（学位論文「庇護権の研究」）
- 2012年　早稲田大学名誉教授

## 研究分野
- 国際法学（主に、難民法、海洋法、法源論）

## 著書

### 単著
- 『庇護権の研究』（成文堂, 1983年）
- 『国際法』（弘文堂, 1992年／新版, 1997年／第3版, 2002年／第4版, 2006年／全訂版, 2008年）

### 編著
- 『事例で学ぶ国際法』（敬文堂, 2002年）
- 『国内避難民と国際法』（信山社出版, 2005年）

### 共編著
- （佐伯富樹・高井晉・古賀衞）『ケースで学ぶ国際法』（成文堂, 1995年）
- （江泉芳信・清水章雄）『変動する国際社会と法――土井輝生先生古稀記念』（敬文堂, 1996年）
- （林司宣）『海洋法テキストブック』（有信堂高文社, 2005年）
- （杉山晋輔・林司宣）『国際紛争の多様化と法的処理――栗山尚一先生・山田中正先生古稀記念論集』（信山社出版, 2006年）
- （古谷修一）『国際法の新展開と課題――林司宣先生古稀祝賀』（信山社出版, 2009年）

### 訳書
- イアン・ブラウンリー『国際法学』（成文堂, 1989年／補正版, 1992年）

## 所属学会
- 国際法学会
- 世界法学会
- 国際人権法学会
- 日本空法学会